# Alpaida nancho
Alpaida nancho là một loài nhện trong họ Araneidae.
Loài này thuộc chi Alpaida. Alpaida nancho được Herbert Walter Levi miêu tả năm 1988.